# Jacek Stanisław Buras
Jacek Stanisław Buras (ur. 10 października 1945 w Warszawie) – polski tłumacz, krytyk literacki i dramaturg.

## Życiorys
Syn fizyka Bronisława i Hanny z domu Kochanowicz. W latach 1959–1962 uczęszczał Bundesrealgymnasium XIX w Wiedniu. Maturę zdał w 1964 w XIV Liceum Ogólnokształcącym w Warszawie. Studiował filologię germańską na Uniwersytecie Warszawskim, gdzie w 1969 uzyskał magisterium. W latach 1980–1981 był członkiem Solidarności w redakcji czasopisma „Polnische Perspektiven”, zaś w latach 1988–1990 przewodniczącym komisji zakładowej w Wydawnictwie Współczesnym RSW Prasa-Książka-Ruch. W latach 1997–2004 był dyrektorem Instytutu Polskiego w Wiedniu. W 2005 został redaktorem serii wydawniczej Kroki-Schritte, zainicjowanej w ramach Roku Niemiecko-Polskiego 2005/2006.
Pierwsze przekłady opublikował w 1970 w książce zbiorowej Klasycyzm niemiecki. Życie i twórczość Goethego i Schillera. Tłumaczenia i recenzje publikował m.in. w czasopismach „Literatura na Świecie” (1972–1977, od 1980), „Dialog” (od 1976), „Polnische Perspektiven” (1971–1981), „Deutsch-Polnische Ansichten zur Literatur und Kultur” (1989–1992). Jako dramatopisarz debiutował w 1988 utworem Gwiazda za murem.
Jest autorem dramatów Gwiazda za murem (1988) i Sen o życiu. Wizja muzyczna (1990). Opublikował ponad 80 przekładów – głównie dramatów (m.in. Brechta, Schillera, Hebbela i pisarzy współczesnych), a także wierszy, esejów i powieści.
Członek Stowarzyszenia Pisarzy Polskich.
Za przekłady z języka niemieckiego otrzymał wiele nagród, takich jak: Nagroda im. Stanisława Hebanowskiego (1986), Nagroda Fundacji im. Roberta Boscha (1989), nagroda Stowarzyszenia Tłumaczy Polskich (1993), nagroda literacka Stowarzyszenia Autorów ZAIKS dla tłumaczy (1998), nagroda „Literatury na Świecie” (1999, 2006), Austriacka Nagroda Państwowa (2004). W 2017 nominowany do Nagrody Literackiej Gdynia w kategorii: przekład na język polski. Odznaczony m.in. Srebrnym Krzyżem Zasługi (1996) i Złotą Odznaką Honorową za Zasługi dla Republiki Austrii (2005). W 2011 otrzymał Srebrny Medal „Zasłużony Kulturze Gloria Artis”. 
W 1969 ożenił się z Alicją Szkoda, tłumaczką z niemieckiego. Ma dwoje dzieci.